# Compañía de Comunicaciones de Montaña 8 (centro de detención)
La Compañía de Comunicaciones de Montaña 8 (Ca Com M 8) del Ejército Argentino albergó en sus instalaciones un centro clandestino de detención durante el terrorismo de Estado de la dictadura autodenominada «Proceso de Reorganización Nacional» (bajo la conducción de la Junta Militar). Se localizaba en Avenida Bolougne Sur Mer y Joaquín V. González, ciudad de Mendoza, capital de la provincia homónima Mendoza. Estuvo activo entre 1975 y 1976, antes y durante la dictadura.
La Ca Com M 8 dependía del Comando de la VIII Brigada de Infantería de Montaña, dependiente del Comando del III Cuerpo de Ejército; y su ubicación estaba dentro de la responsabilidad del Área 331, a cargo del Liceo Militar «General Espejo». En el período de funcionamiento del centro de detención la VIII Brigada estuvo comandada por el general de brigada Jorge Alberto Maradona y el III Cuerpo permaneció bajo el mando del general de división Luciano Benjamín Menéndez.
En 2015 fue señalizado como sitio de la memoria, en cumplimiento de la Ley de Sitios de la Memoria (ley n.º 26 691).
En el marco de un juicio por delitos de lesa humanidad, en 2016, sobrevivientes reconocieron las instalaciones de la unidad militar que habían sido utilizadas para la detención y la tortura de los detenidos.